# Об'явлення Пресвятої Богородиці

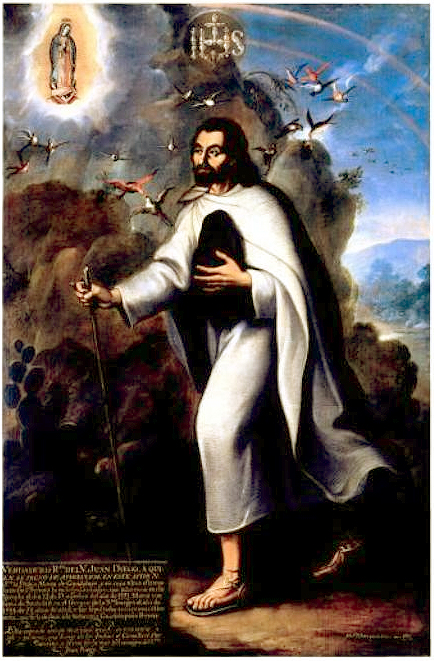
Об'явлення Діви Марії Хуану Дієґо (Міґель Кабрера, 1752 рік)

Об'явлення Пресвятої Богородиці — надприродна, чудесна поява Пресвятої Богородиці, через Святого Духа, людям (візіонерам), даючи їм одкровення про Божу Волю. Визнаються в основному католицькою церквою,  також Коптською православною. При цьому Ватикан не визнає жодне з об'явлень справжнім Можуть бути приватними, або для більшої кількості людей, до десятків та сотень, як це було в Каїрі чи Грушеві

## Сутність об'явлень Пресвятої Богородиці
Господь Бог дає людям можливість пізнати Свою велич через природу і через об'явлення, уділяючи їм надприродним способом відомості про Себе, Свої справи і Свою волю. Об'явлення переважно відбувалося так: Бог промовляв до вибраних Ним мужів і давав їм доручення оголошувати об'явлені речі іншим людям. Вістунами Божого об'явлення були насамперед патріархи, пророки, пізніше — Син Божий, Ісус Христос (Євр. 1, 1). Його чудеса здійснюються за посередництвом Марії:
|  | Придивімось зблизька до інших сторін життя Христа й переконаємось, що Він Свою чудотворну діяльність також захотів почати через Марію. Словами Марії освятив Він Св. Івана в лоні його матері, Св. Єлизавети. Ледве промовила, й Іван став освяченим. Це Його перше чудо ласки. На Її покірне прохання на святі в Кані Галилейській перемінив воду на вино. Це Його перше очевидне чудо. Чудеса Його, розпочаті через Марію, множились далі за Її посередництвом і через Неї продовжуватимуться аж до кінця віків. |

Через Марію почалось спасіння світу і через Неї воно повинно завершитися. Марія не з'являлася у всій повноті під час першого приходу Ісуса Христа, щоби люди, які недостатньо ще усвідомлюють Велич Її Сина, не віддалилися від правди через надмірну земну прив'язаність до Матері Божої. Зважаючи на чарівну зовнішність, якою Її наділив Всевишній, це могло б трапитися. Святий Діонізій Аеропагіт писав, що коли б Її побачив, то почитав би як божество за таємничу чарівність і незрівнянну красу, коли б його міцна віра не повчала правді. Отож, під час другого приходу Ісуса Христа, Марія, уже знана, об'явиться через Св. Духа, щоб завдяки їй Ісуса Христа пізнали, полюбили, вірно Йому служили. Бог прагне Марію, творіння Своїх рук, об'явити й відкрити в останні часи, бо Марія — проста й непорочна дорога, яка веде до Ісуса Христа і до глибокого пізнання Його; тому душі, які бажають засяяти особливою святістю, повинні шукати Ісуса через Марію. Хто знайде Марію, той знайде життя (Прип. 35).
Богородиця з'явлається людям тому, що вона є найбільшою, наймилостивішою, наймилосерднішою покровителькою та заступницею перед Богом у прощенні наших гріхів, завжди приходить на допомогу тим, хто відкриває перед нею зболену душу й просить захисту в трудні часи. До Богородиці, першої обожествленої, церква звертається словами: «Пресвятая Богородице, спаси нас», розуміючи, що спасає благодать Божа, яка діє в ній і яку вона несе в об'явленнях.

|  | Після вознесення свого Сина Діва Марія молитвами допомагає новонародженій церкві. Так само й після свого небовзяття вона продовжує заступатися за своїх дітей, є для всіх взірцем віри та любови і має на них спасенний вплив, який випливає з надлишку Христових заслуг. Вірні вбачають у ній образ і провіщення воскресіння, яке їх чекає, і звертаються до неї як до заступниці, помічниці, рятівниці й посередниці. |

Місця, вибрані для об'явлення, — таємниця, оскільки пов'язане з Божественним началом. Тільки відомо, що там, де Пречиста Діва давала свій знак людям, обов'язково було цілюще джерело або ж воно з'являлося пізніше. Ці місця, повні благодатей: зцілення, навернення, стають місцями паломництва вірних.
Об'явлення Пресвятої Богородиці відносяться до приватних об'явлень (видіння, які візіонер бачить на самоті, «приватно», тобто без присутності свідків). Згідно з католицьким віровченням, жодний католик не зобов'язаний вірувати в приватні об'явлення, на відміну від публічних, навіть якщо вони були визнані церквою автентичними. Адже вони не є релевантними для спасіння. Приватні об'явлення можуть лише актуалізувати, доповнити віровчення церкви, перекладати його в сучасність, але вони не вносять змін у саму віру церкви.

## Об'явлення Пресвятої Богородиці в Україні (УГКЦ)
- Заглина — частина села Монастирок Жовківського району Львівської області. В XVII столітті біля села діти пасли худобу на місці, де раніше був монастир отців Василіан. Серед них була дівчинка Маруся, якій під час молитви з'явилася Діва Марія. Вона розповіла односельчанам і священнику про те, що їй з'явилася Пречиста Діва і повела їх на місце появи. Але не всі повірили. Були і такі, що сміялися з неї та глузували. Дитина плакала. Але раптом підвела очі вгору і знову побачила свою небесну гостю. Маруся сказали: «Вона тут, я її бачу». За проханням Богоматері дівчинка підійшла до гори і рукою розгорнула землю. Сталося чудо: з-під землі  почало бити джерело. З того часу і донині місцеві жителі джерело називають «Марусею». У 1872 році єпископ Перемиський Іван Ступницький надав джерелу у Заглині статус відпустового місця і 13 вересня тут щорічно святкують празник Положення пояса Пречистої Діви Марії[10].

- Грушів — 26 квітня 1987 року місцеві жителі побачили Матір Божу біля своєї старої церкви, закритої за часів СРСР. Цікаво, що  це була річниця аварії на Чорнобильській АЕС. Свідками явлення Діви Марії були сотні людей, причому її вигляд різнився у описах, об'явлення продовжувалися кілька днів. Незважаючи на намагання влади заборонити зібрання людей, вони тривали. В цей же час об'явлення були зафіксовані і  в інших місцевостях на Заході України - в 47 населених пунктах, що було багатьма  сприйнято як знак скорого виходу з підпілля УГКЦ [11]. Більше як через рік, 7 липня 1988 року, у свято Різдва Івана Хрестителя церкву відкрили й провели відправу. Кожного місяця в ніч з 12 на 13 число тут проводиться відпустова служба для паломників, котрі хочуть висповідатися та прийняти Святе Причастя[6].

- Джублик — урочище біля села Нижнє Болотне в Іршавському районі Закарпатської області, греко-католицьке місце пілігримки та прощі, де відбулося об'явлення Матері Божої маленьким дівчаткам Оленці та Мар'янці 27 серпня 2002 року. Пресвята Діва просить на місці Її з'яви молитися вервицю і часто приступати до сповіді і Євхаристії. Папа Іван Павло II у грудні 2002 року прийняв на аудієнції делегацію з Джублика на чолі з єпископом Іваном Маргітичом та благословив дівчаток візіонерок. 22 грудня 2005 року владика Мілян освячує в Джублику каплицю Матері Божої. 25 грудня 2004 року від Львова до Джублика проклали Хресну дорогу єдності. Освячували Хресну дорогу о. єромонах Василь Вороновський студит, о. єромонах Йосафат Воротняк ЧСВВ, о. єромонах Михайло Коваль ЧНІ і о. єромонах Атанасій Чийпеш СПБ. Перший та останній хрести закровоточили[12].

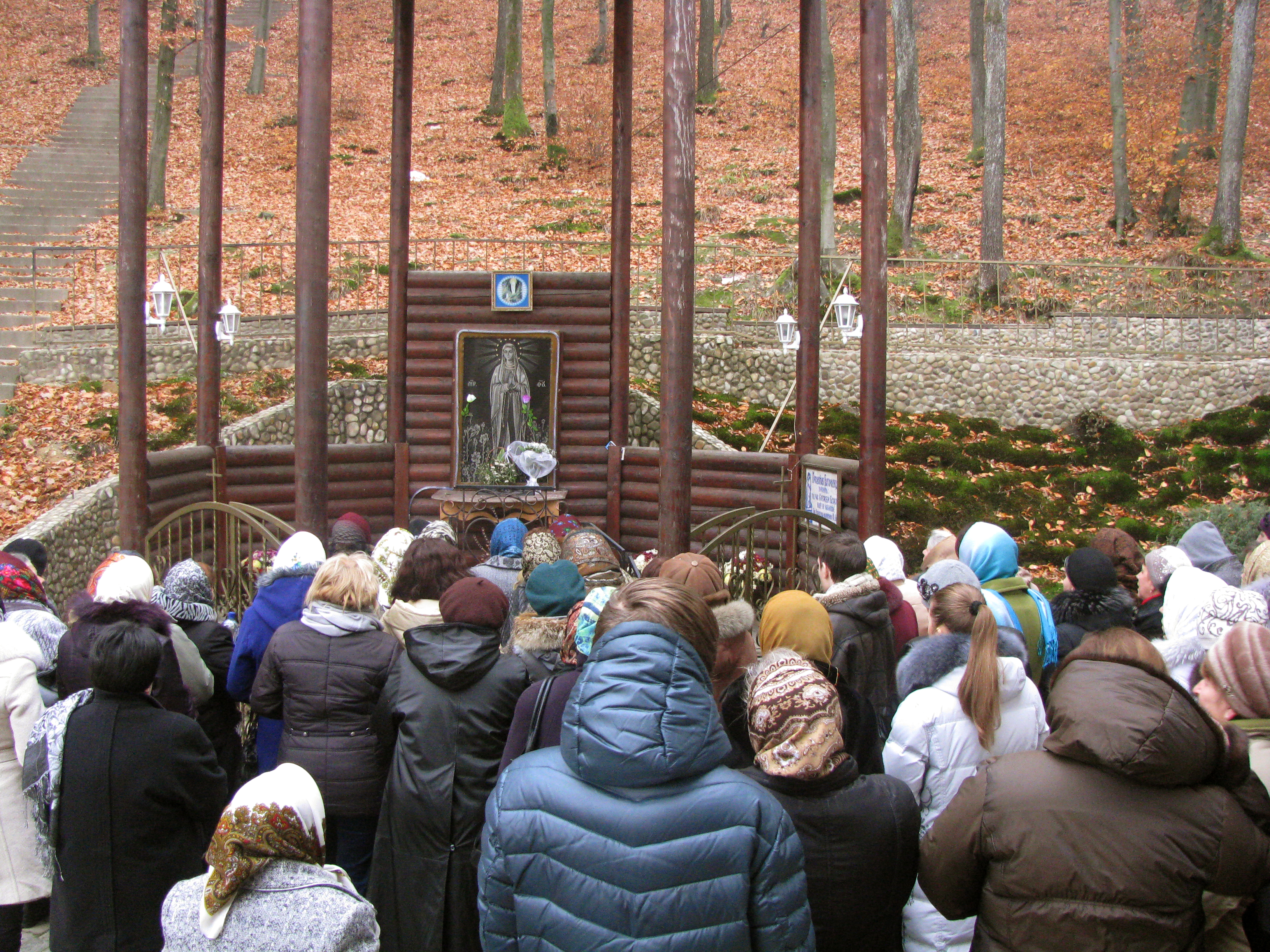
Джублик. Прочани біля каплички над джерелом біля якого з'явилась Богородиця дітям.

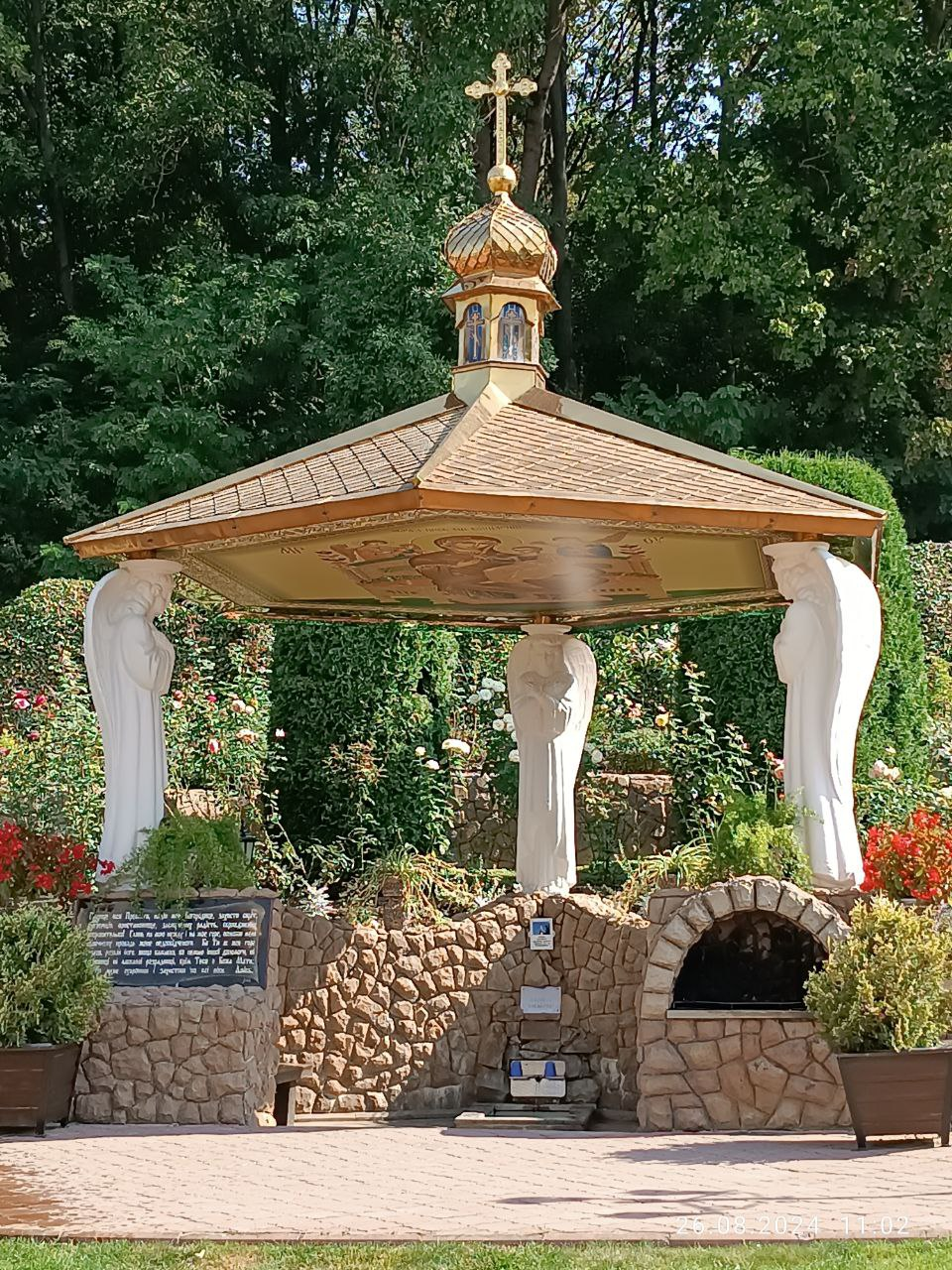
Храм Святої Покрови м. Чортків, відновлена каплиця над джерелом Ікони Всецариця, де Богородиця явилася військовому

- Чортків — також до числа знаних в народі об'явленнь Пречистої Богоматері на теренах України зараховують появу Богородиці 24 серпня 2004 р. на території храму Святої Покрови в м.Чортків на Тернопільщині. Свідком цього став місцевий військовослужбовець, який підж час фотографування місцевих пам'яток культури над каплицею джерела Всецариці, де знаходився купольний хрест, помітив надзвичайно світлу постать з короною на голові, обриси якої нагадували Діву Марію. Вражений побаченим, чоловік негайно поділився цим з парохом храму о. Андрієм Мельником, який засвідчив прояв Божого милосердя в святині. Крім цього, на теренах храму відбувався і ряд інших Божих чудес, пов'язаних зі Святою Трійцею та Пресвятою Богородицею[13].

## Об'явлення Пресвятої Богородиці в світі

### Визнання істинності об'явлень
Перше об'явлення Діви Марії відомі з 40 року н.е., коли апостол Яків бачив Діву Марію у Сарагосі, на березі річки Ебро. але тільки у 1531 році РКЦ почала офіційно визнавати їх та рекомендувати  вивчення та особливу набожність до них віруючих. Зазвичай римо-католицька церква прискіпливо вивчає факти ймовірних об'явлень Діви Марії, щоб вилучити фальшиві, а також застерігає від надмірного поклоніння цим місцям. Процес визнання може зайняти десятки років.
У травні 2024 року Ватиканський Дикастерій Доктрини Віри опублікував нові норми визнання достовірності об'явлень, які спрощують процес. Для винесення вердикту Ватиканом розглядаються негативні та позитивні критерії, такі як - відповідність католицькій доктрині, надійність та репутація свідків (візіонерів), раптовість події і т.п Негативні критерії включають наявність доктринальних помилок, доказів гонитви за прибутком чи славою, психічні проблеми уявного візіонера. В результаті Дикастерій виносить один з 6 висновків - від Nihil obstat (найпозитивніший) до Declaratio de non supernaturalitate («Заява про ненадприродність»): вказує на те, що видіння було визнано помилковим на основі доказів, наприклад визнання візіонера в тому, що людина збрехала.
Наразі існує окремий сайт, який фіксує об'явлення Діви Марії - MiracleHunter.com.

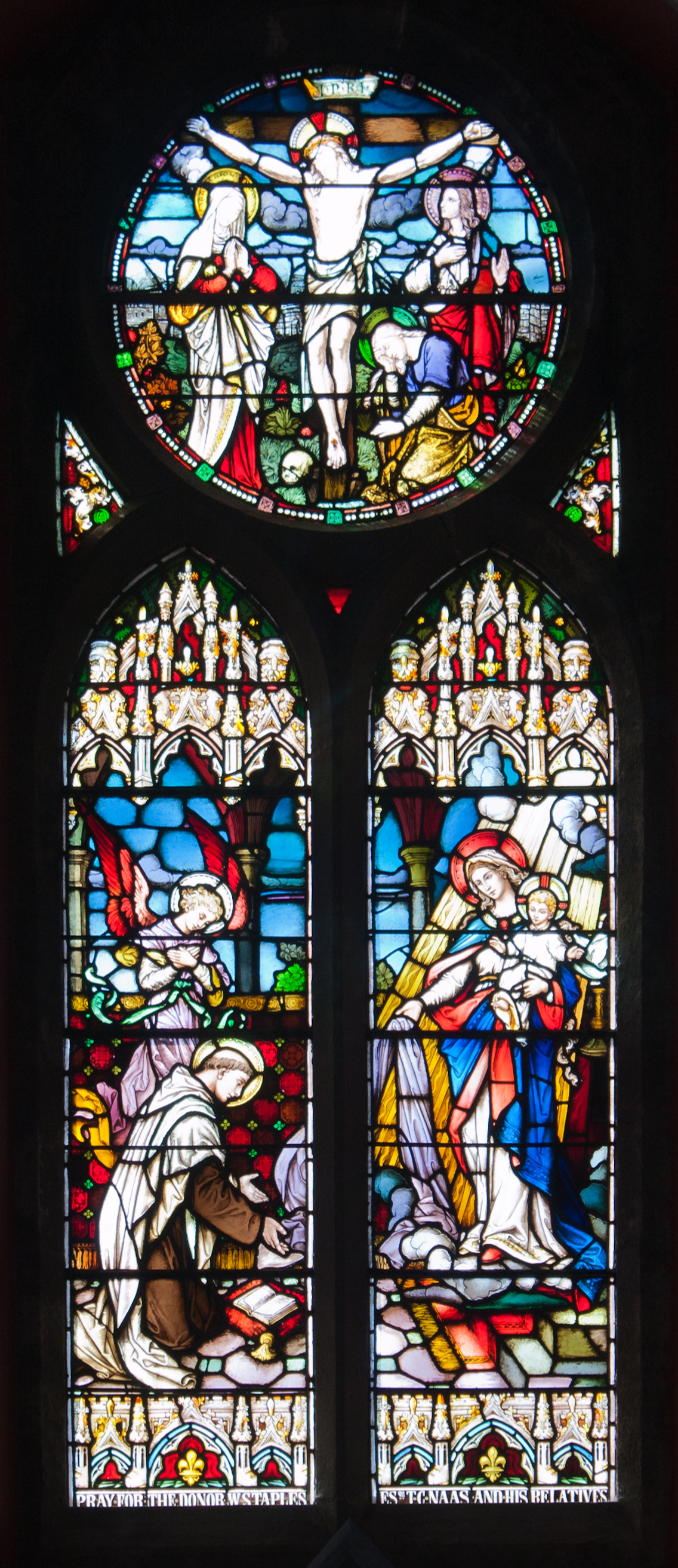
Св.Симон Сток отримує скапулярій під час об'явлення Діви Марії

Карта об'явлень з діаграмою на сйті nationalgeographic.com фіксує різке збільшення їх кількості в останні десятиліття.

### Найбільш відомі з об'явлень
- Параман Пресвятої Богородиці — 1241 р. така подія у англійський барон Де Грей повертців, можна було спостерігати   прибуття, барон подарував монахам своє помістя в Авлесфорді[17]. Десять років по тому в цьому ж місті Пречиста Діва Марія об'явилась Блаженному Симону Стоку, генеральному настоятелю чину кармелітів, який тоді терпів тяжкі переслідування та з особливою ревністю просив Пречисту Діву Марію про допомогу, 16 липня 1251 року з коричневим параманом в руках і промовила до нього так: «Візьми оцей параман, це є відзнака особливої ласки, яку я випросила для дітей з гори Кармель. Хто з тим параманом помре, буде врятований від вогню вічного. Це є знамення спасіння, охорона від небезпеки і запорука особливої опіки»[18].
- Гваделупа — п'ятдесятирічний селянин, індіанець Хуан Дієго, йшов рано вранці 9 грудня 1531 року до церкви. На вершині пагорба Тепейяк, біля руїн язичницького храму, він побачив фігуру прекрасної молодої дівчини. Вона була приблизно чотирнадцяти років, мексиканська красуня, одягнена в чудове блискаюче вбрання — рожеву туніку і блакитну накидку, перепоясана чорною стрічкою, що означала в ацтеків вагітність. Вона сказала Хуану Дієго: «Дорогий сину, я тебе люблю. Я — Приснодіва Марія, Матір Істинного Бога, що і зберігає життя. Він — Творець всього і всюдисущий. Він — Господь неба і землі. Він бажає, щоб на цьому місці був храм, де твій народ і всі люди, які щиро просять мене про допомогу у своїх працях і прикрощі, отримають багато благодаті. Тут побачу я їх сльози. Але я заспокою і розважу їх. Тепер іди і скажи єпископу про все, що тут побачив і почув». Єпископ Мехіко Хуан де Зумаррага був великим скептиком і спочатку поставився до промов Хуана Дієго з недовірою. Він запропонував Хуану Дієго попросити Діву Марію явити якийсь знак, що підтверджує її божественну сутність. Під час наступної зустрічі з Хуаном Дієго Марія звеліла йому зійти на вершину пагорба. Коли він піднявся туди, то побачив щось неймовірне. Незважаючи на зимову пору і мороз, там росли прекрасні кастильські троянди. Марія звеліла йому зібрати цілий оберемок цих квітів і загорнути їх у тільму (індіанський плащ). Коли, в присутності єпископа, Хуан розв'язав поли свого плаща, троянди посипалися на підлогу, а всі присутні побачили на розгорнутому плащі найпрекрасніший нерукотворний образ Діви Марії. Тоді єпископ впав на коліна перед святим образом, а після акуратно розв'язав вузли плаща, зняв його з посланця і відніс в свою каплицю. Кількома днями пізніше це полотно, на якому дивним чином закарбувався образ Божої Матері, було урочисто внесено до кафедрального собору. На пагорбі було збудовано храм на честь Діви Марії Гваделупської, куди стали стікатися тисячі прочан з усієї Америки. 25 травня 1754 року Бенедикт XIV проголосив Марію Гваделупську Покровителькою та Захисницею Нової Іспанії. 12 жовтня 1895 року Лев XIII коронував Діву Мрію. 24 серпня 1910 року Пій X проголосив її Покровителькою Латинської Америки[19].
- Кіто — Сестра концепціоністка на ім'я Марія Маріанна де Хесус Торрес (Marianna Franciszka de Jesús Torres), отримала об'явлення Діви МаріЇ. Згідно з повідомленнями сестри Марії Маріанни у 1588–1634 роках Матір Божа з'явилася до неї сім разів, розповідаючи їй про майбутні події. В об'явленнях Діва Марія передбачала «духовну катастрофу» в католицькій церкві та в суспільстві, що почнеться «незабаром після середини ХХ століття (тобто після 1950-хх років)». Зокрема передбачалося: Широке розповсюдження моральної корупції, профанація таїнства шлюбу, розпущені священники, які скандалізують віруючих і заподіють страждання добрим священникам, нестримна похоть, яка охопить багато душ, втрата невинності дітьми та втрата скромності жінками, криза священничих і релігійних покликань.

- Лурд — 11 лютого 1858 року з'явилася Пречиста Діва Марія 14-ти річній селянській дівчині Бернадетті Субіру, що збирала хмиз у лісі. З'явилася ця «Пані» дівчинці в печері, що стояла неподалік, і сказала до неї: «Йди до священників і скажи їм, щоб збудували на цьому місці каплицю, бо я хочу, щоб воно стало місцем ласки для людей. Не переставай молитись і кажи іншим, щоб вони молилися. Піди і напийся з джерела та окропи себе водою з нього…» Ніякого джерела дівчинка не бачила і ніхто ніколи не знав про нього. Але коли Бернадета розгорнула землю на вказаному місці то звідти почало бити джерело, котре згодом перетворилося у гірський потік. В 1933 році, після чотирирічних досліджень спеціальною комісією, церква визнала Люрд як місце непояснимих наукою чуд, а Бернадету, котра померла на 54-році свого життя – проголошено в соборі св. Петра в Римі — святою. Джерело: http://nebo.at.ua/publ/miscja_palomnictva/palomnyctva_zakordonom/ljurd_francija/7-1-0-21©Небо[20]

- Фатіма — серія об'явлень, що відбулися в 1915–1917 роках. Найвідомішими є об'явлення Діви Марії 1917 року. З 13 травня по 13 жовтня вона шість разів з'являлась трьом пастушкам: Люсії Сантос, Жасінті Марту та Франциску Марту. 1930 року католицька церква офіційно визнала ці події як диво й одкровення, яке не суперечить доктрині.
- Акіто — Богородиця об'явилася черниці Агнес Кацуко Сасагава (англ. Agnes Katsuko Sasagawa) в 1973 році в містечку Юзавадай (Yuzawadai) в префектурі Акіта на острові Хонсю в Японії. Божа Матір повідомила сестрі Агнес три послання. В них Діва Марія попереджає про страшну кару, яка очікує людство, якщо вони не покаються і заохочує до молитви та покути.
- Кібехо — Протягом 1980-х років Діва Марія з'явилася перед трьома молодими жінками, ідентифікуючи себе як Nyina wa Jambo (з Руандійської — «Мати Слова», анг. Mother of the Word). Підлітки-провидці повідомили, що Діва попросила всіх молитися, щоб запобігти жахливій війні. У візії від 19 серпня 1982 року всі вони повідомляли, що бачили насильство, розчленовані трупи та знищення. Заклик був здебільшого проігнорований. В 1994 році в Руанді почався геноцид, померло близько 800 тисяч людей.

- Меджугор'є  — перше об'явлення Богородиці чотирьом дітям відбулося 24 червня 1981 року. У подальшому на місце явищ збиралися тисячі людей, але, бачили її тільки шестеро дітей, а для вірян, що стояли поруч, вона була невидима. Об'явлення Діви Марії тривають й досі кожного дня. Лише троє з шести візіонерів можуть Її бачити щоденно, іншим трьом Богородиця являється рідше. Вона розмовляє зі своїми візіонерами. Ці бесіди, звані посланнями, записуються і поширюються усіма поширеними мовами світу.[21][22]. Оголошено nihil obstat тобто місцевому єпископу дозволено заохочувати та розвивати відданість[2].

Детальний список з об'явлень Діви Марії можна знайти на англійській мові — List of Marian apparitions

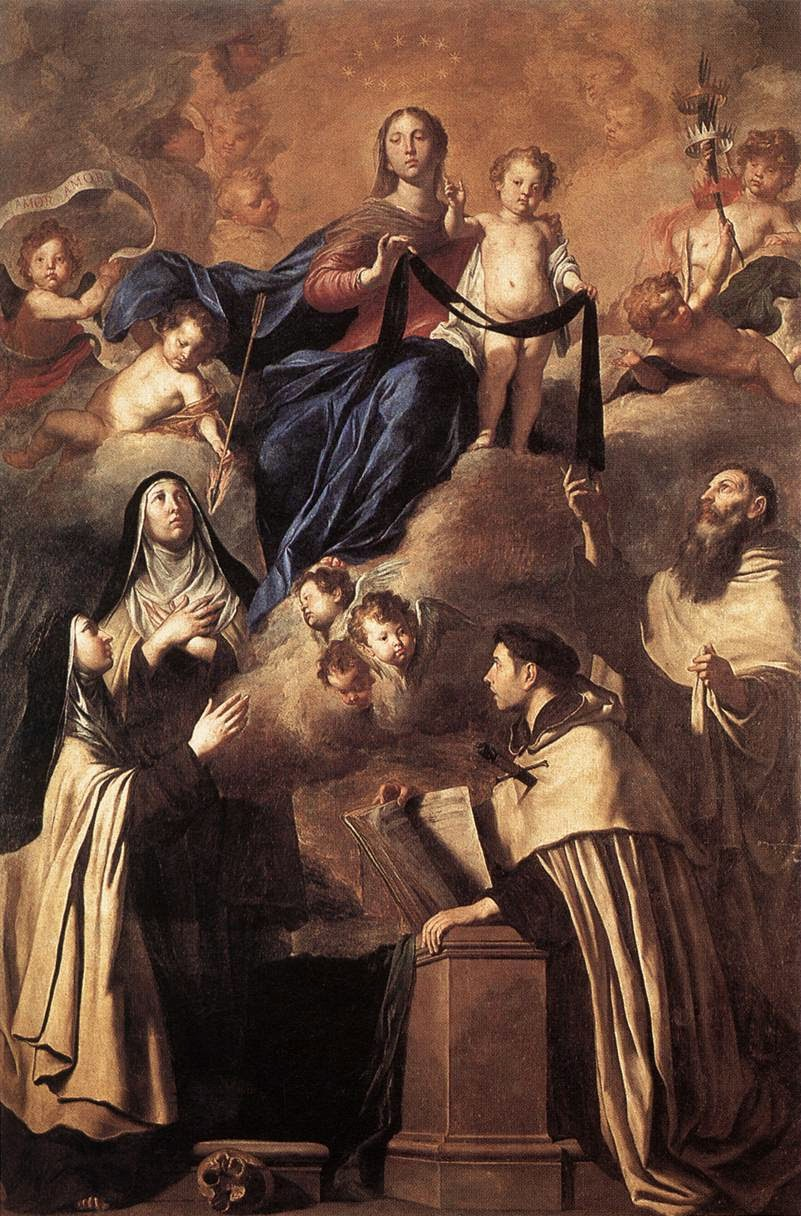
П'єтро Новеллі. Божа Мати з Гори Кармель і святі кармеліти: Симон Сток (стоїть), Анджело з Єрусалиму (на колінах), Марія Магдалина де Пацці, Тереза Авільська, 1641 (Museo Diocesano, Палермо)
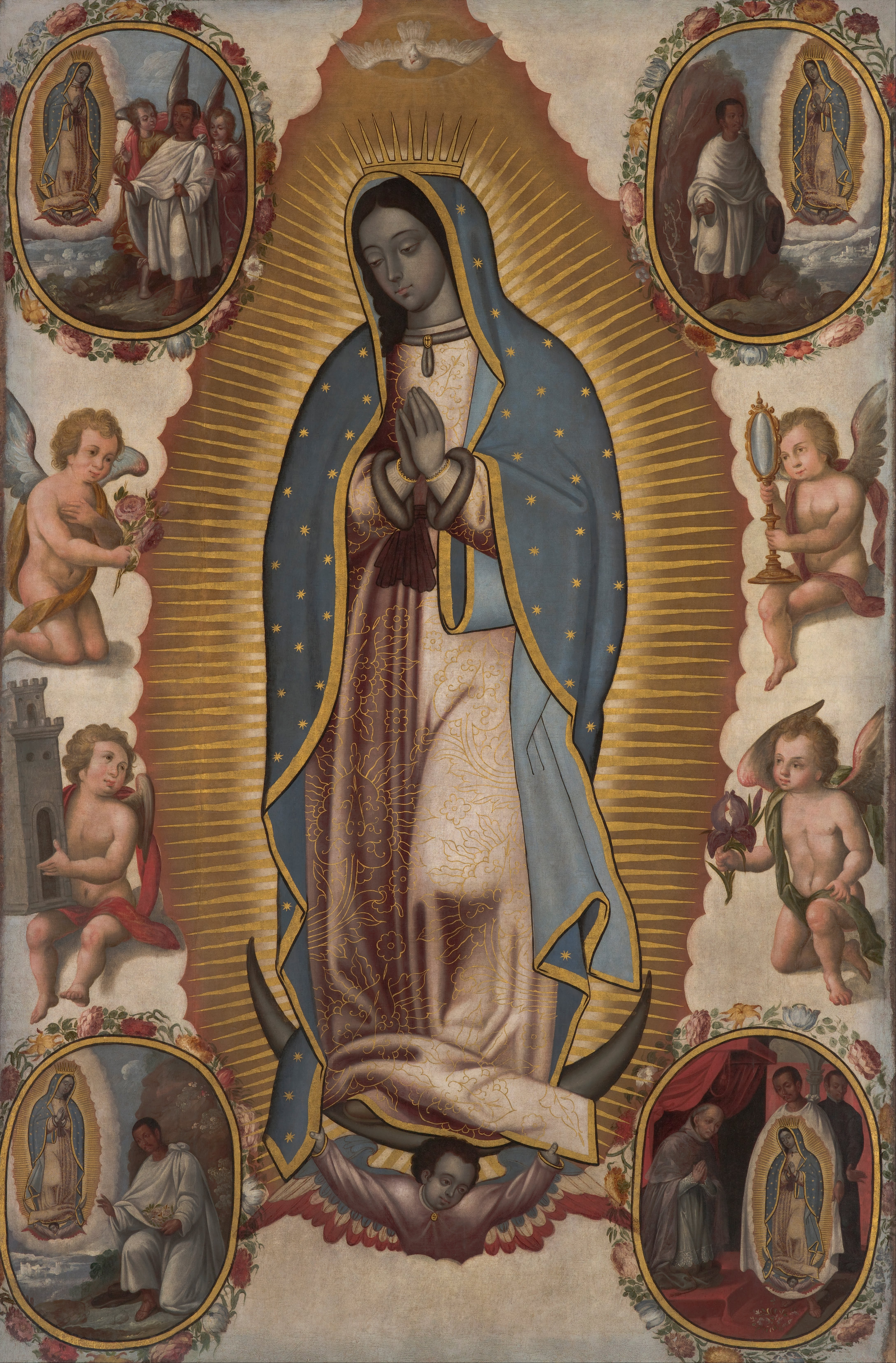
Мати Божа Гваделупська
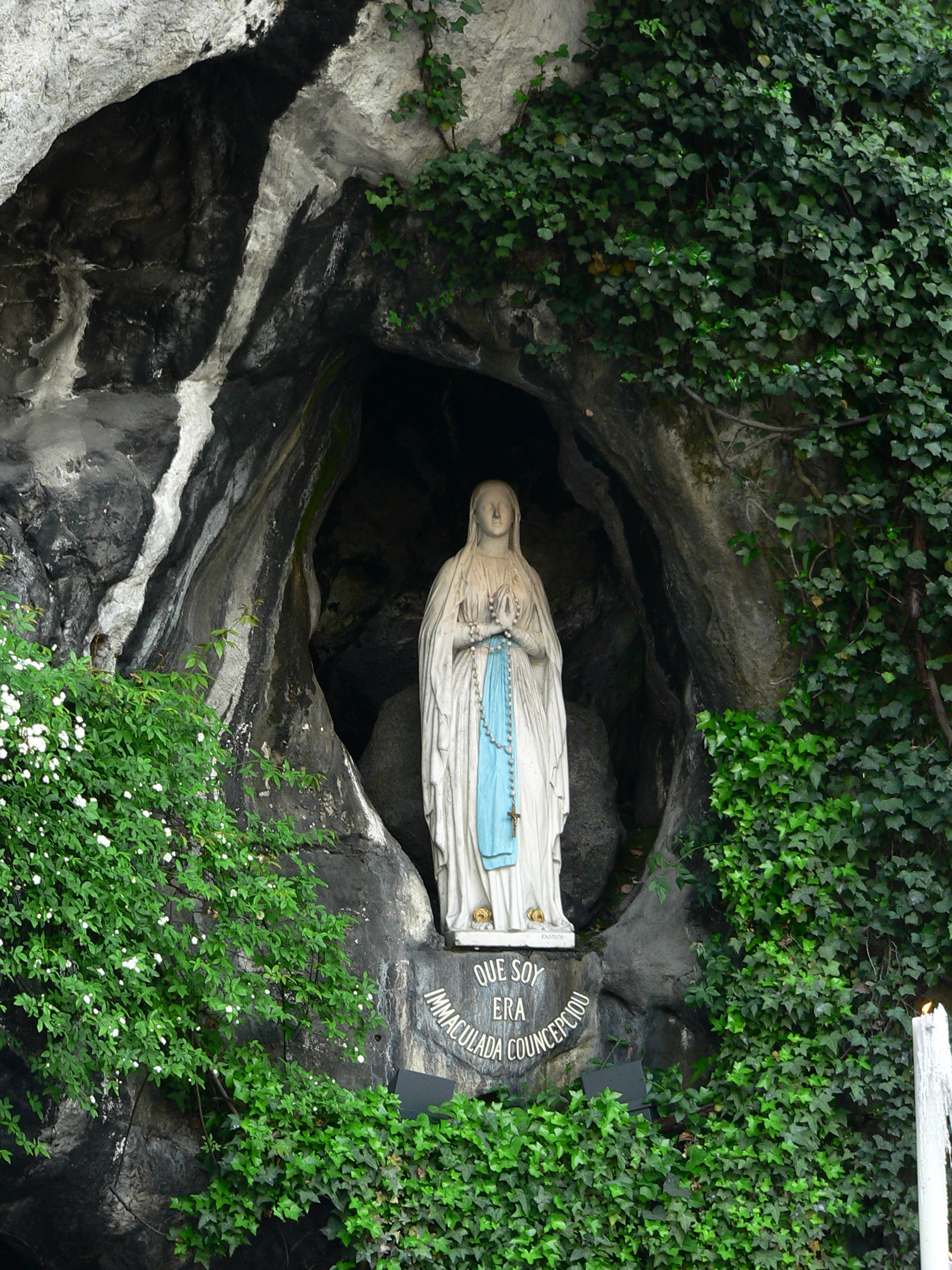
Люрд
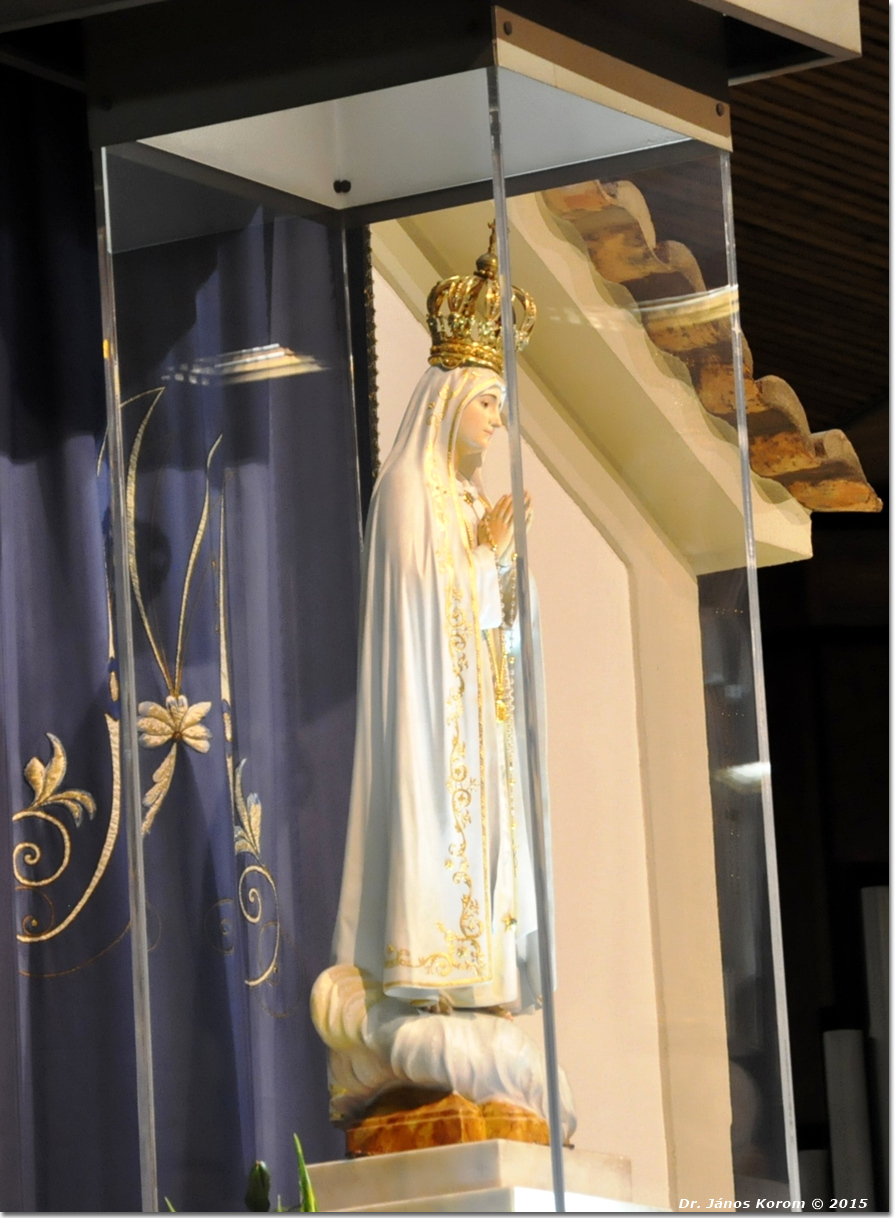
Фатіма
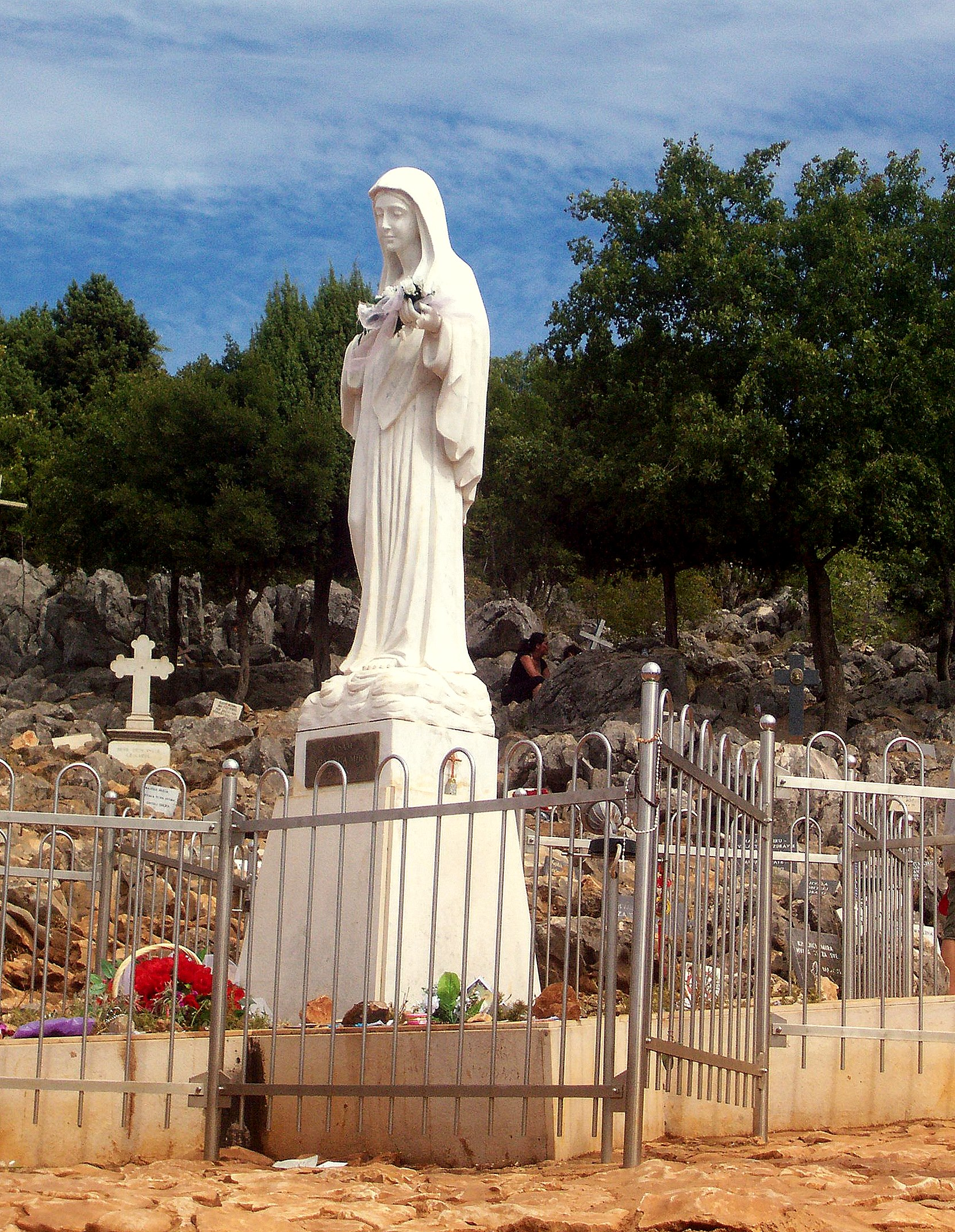
Меджугор'є